# 梘頭福德祠
內湖梘頭福德祠是位於臺灣臺北市內湖區的土地廟，主神為福德正神（土地公），約於清治時期末年建成。
原址在內湖路二段上（舊名梘頭），當時周遭均為田地，為當地農民和水梘頭（水利設施的源頭）之守護神。

## 廟史
清治時期末年內湖於上元節（農曆正月十五）會有投擲爆竹「攻炮台」的民俗，在日治時期大正十年（1921年）前後逐漸發展為請土地公出巡接受信徒答謝，爆竹也開始往擺放於土地公出巡經過的路線上，祈求越炸越旺，同時也有驅逐厄運及瘟疫的意思；出巡中，店家除了會備妥香案祭拜，居民也會相互燃放鞭炮、煙火取樂，藉此「娛樂」、「戲弄」土地公取得祂的保佑。
昭和十二年（1937年）梘頭張氏建宅拆除福德祠，土地公像暫居尖頂（忠勇山）碧山巖開漳聖王廟。
民國三十七年（1948年）地方耆老請碧山巖開漳聖王、六大角天上聖母和公館庄武身開漳聖王共同點出現今祠址，由當時里長謝南的大舅舅捐獻土地並集資建造平房式廟宇。
民國七十一年（1982年）因廟宇上方屋瓦損害嚴重，遂集資重建燕尾式屋脊新廟。
民國八十八年（1999年）因為後方大樓新建住宅，福德祠地基升高，同時廟址一樓由建設公司捐贈並置紀念石碑。翌年入廟安座。

## 活動
在每年的正月初十到十五有一系列活動。於農曆二月初一與初二，土地公聖誕祭祀期間提供鹹甜湯圓。

### 攻炮台
原先於內湖國中操場舉辦，源自於清治時期末年民間自衛以及類似鹽水蜂炮驅逐瘟疫的意象；民國85年（1996年）由內湖區公所指定為地方文化特色活動。

### 夜弄土地公
夜弄土地公於每年農曆正月十五舉行並在內湖路遶境。

### 乞龜
乞龜於農曆正月初九到十四之間舉辦，供信眾拿取平安龜，翌年須還一隻平安龜。

## 外部連結
- 內湖梘頭福德祠臉書 （页面存档备份，存于）